# Зелёная (Нижегородская область)
Зелёная — деревня в Гагинском районе Нижегородской области. Входит в состав Ветошкинского сельсовета.

## История
В 1965 году Указом Президиума Верховного Совета РСФСР деревне Дуровка присвоено наименование Зелёная.

## Население
| 2002 | 2010 |
| ---- | ---- |
| 56   | ↘34  |

## Улицы
В деревне имеется одна улица — Зелёная.